# 布敦化站
布敦化站是位于内蒙古自治区兴安盟科尔沁右翼中旗巴彦呼舒镇布敦化社区的一个铁路车站，邮政编码29406。车站建于1980年，有通霍铁路经过该站，现办理客货运业务，车站及上下行区间均已电气化。车站距离通辽站196公里，隶属沈阳铁路局，是四等站。